# Degithina actista
Degithina actista là một loài tò vò trong họ Ichneumonidae.